# Antwerp Port Epic
Antwerp Port Epic je jednodenní cyklistický závod konaný v belgickém městě Antverpy a okolí. První ročník závodu se konal v roce 2018 jako součást UCI Europe Tour na úrovni 1.1. V roce 2023 byl poprvé uspořádán i ženský závod, také na úrovni 1.1

## Seznam vítězů

### Mužský závod
| Rok  | Země       | Jezdec                   | Tým                 |
| ---- | ---------- | ------------------------ | ------------------- |
| 2018 | Belgie     | Guillaume Van Keirsbulck | Wanty–Groupe Gobert |
| 2019 | Belgie     | Aimé De Gendt            | Wanty–Gobert        |
| 2020 | Belgie     | Gianni Vermeersch        | Alpecin–Fenix       |
| 2021 | Nizozemsko | Mathieu van der Poel     | Alpecin–Fenix       |
| 2022 | Belgie     | Florian Vermeersch       | Lotto–Soudal        |
| 2023 | Belgie     | Dries De Bondt           | Alpecin–Deceuninck  |
| 2024 | Norsko     | Alexander Kristoff       | Uno-X Mobility      |

### Ženský závod
| Rok  | Země   | Jezdec        | Tým              |
| ---- | ------ | ------------- | ---------------- |
| 2023 | Belgie | Marthe Truyen | Fenix–Deceuninck |